# Jeff Jackson (Politiker)

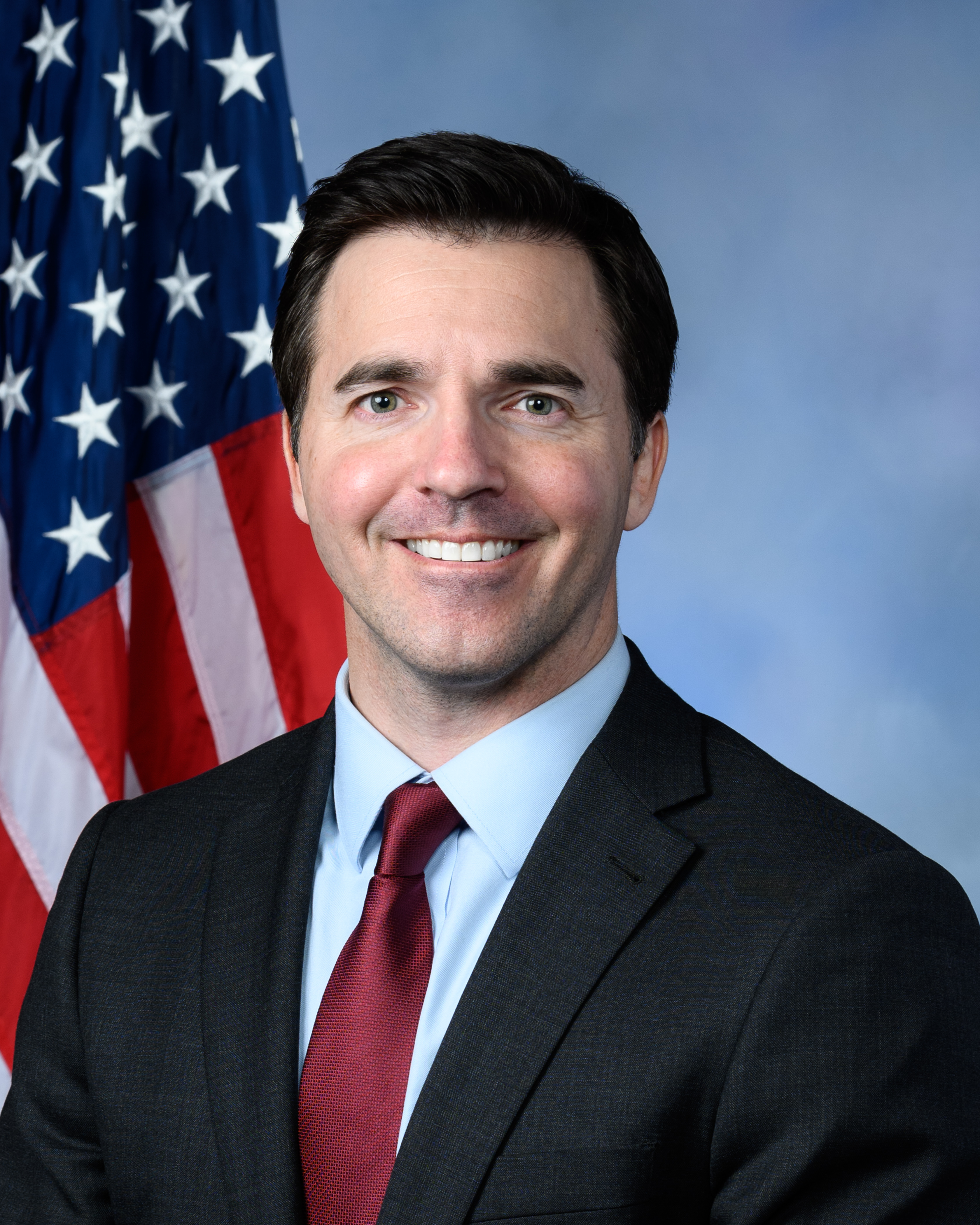
Jeff Jackson (2023)

Jeff Jackson (* 12. September 1982 in Miami, Florida) ist ein US-amerikanischer Politiker der Demokratischen Partei. Vom 3. Januar 2023 bis zum 31. Dezember 2024 vertrat er den 14. Kongresswahlbezirk von North Carolina im Repräsentantenhaus der Vereinigten Staaten. Seit dem 1. Januar 2025 ist er der Attorney General dieses Bundesstaates.

## Privatleben
Jackson erwarb einen Bachelor- und Master-Abschluss in Philosophie von der Emory University und schloss ein Jurastudium an der  Universität von North Carolina in Chapel Hill mit dem JD ab. Er arbeitet als Anwalt im Büro der Staatsanwalts  von Gaston County sowie für eine Privatfirma.  Vor seinem Jurastudium war Jackson Mitglied in der US Army Reserve und in Afghanistan eingesetzt. Später trat er der Juristischen JAG Corps der  Army National Guard bei. Dort bekleidete er 2021 den Rang eines Captains.

## Politik
Jackson war seit Mai 2014 Mitglied des Senats von North Carolina. Dort vertrat er den 37. Distrikt. Ursprünglich hatte er sich für die Wahl zum Senat der Vereinigten Staaten beworben, trat aber davon zurück, um im neu geschaffenen 14. Wahlbezirk für das US-Repräsentantenhaus anzutreten. Der Distrikt wurde von einem  Special Master im Auftrag des North Carolina Supreme Court angelegt, nachdem zwei vorherige Versuche als nicht verfassungsgemäß vom Gericht verworfen worden waren. Der Bezirk gilt als demokratisch ausgerichtet. Jackson gewann die Vorwahlen mit über 80 % der Stimmen. In der allgemeinen Wahl am 8. November 2022 wurde er mit 57,7 % der Stimmen gewählt. Der republikanische Gegenkandidat erhielt 42,5 % der Stimmen. Jacksons zweijährige Amtszeit begann am 3. Januar 2023.
Bei der Wahl im November 2024 trat Jackson als Attorney General in North Carolina an. Er gewann die demokratische Vorwahl im März 2024 mit 54,8 % der Stimmen. In der Hauptwahl gewann er gegen den Republikaner Dan Bishop mit 51,3 % der Stimmen. Seine Amtszeit begann am 1. Januar 2025.